# سعاد عيسى (ممثلة)
سعاد عيسى. ممثلة بحرينية، شاركت في عدد من الأعمال البحرينية الشهيرة.

## أعمالها
شاركت سعاد عيسى في عددٍ من المسلسلات، منها:
- أهل الدار، 2014 - مسلسل.
- سماء ثانية، 2011 - مسلسل.
- أربع بنات، 2007 - فيلم.
- أحلام رمادية، 2001 - مسلسل.
- الوهم، 1997 - تمثيلية.
- أولاد بو جاسم 1994 - مسلسل.
- آخر العنقود، 1993 - مسلسل.
- غناوي بو تعب، 1991 - مسلسل.
- خزنة، 1989 - مسلسل.